# Saison 2022-2023 du Clermont Foot 63
Chronologie
Saison précédente Saison suivante
La saison 2022-2023 du Clermont Foot 63 est la deuxième saison du club clermontois en première division du championnat de France. Lors de la saison précédente, Clermont termine dix-septième de Ligue 1 en étant le 20ème budget du championnat.

## Transferts

### Transferts estivaux
| Nom                  | Nationalité                             | Poste             | Transfert                        | Provenance/Destination   | Division           |
| -------------------- | --------------------------------------- | ----------------- | -------------------------------- | ------------------------ | ------------------ |
| Arrivées             |                                         |                   |                                  |                          |                    |
| Mateusz Wieteska     | Pologne                                 | Défenseur central | Transfert (1,30 million d'euros) | Legia Varsovie           | Ekstraklasa        |
| Kommen Andric        | Serbie                                  | Avant-centre      | Transfert (1 million d'euros)    | Dinamo Zagreb            | SuperSport NHL     |
| Jérémie Bela         | France Angola                           | Ailier gauche     | Transfert libre                  | Birmingham               | Championship       |
| Maxime Gonalons      | France                                  | Milieu défensif   | Transfert libre                  | FC Granada               | LaLiga2            |
| Neto Borges          | Brésil                                  | Arrière gauche    | Transfert libre                  | KRC Genk                 | Jupiler Pro League |
| Mory Diaw            | France Sénégal                          | Gardien de but    | Tranfert libre                   | Lausanne-Sport           | Challenge League   |
| Souleymane Cissé     | France Sénégal                          | Défenseur central | Tranfert libre                   | RC Lens B                | National 3         |
| Yanis Massolin       | France Martinique                       | Milieu central    | Transfert libre                  | Moulins-Yzeure           | National 2         |
| Maximiliano Caufriez | Belgique                                | Défenseur central | Prêt                             | Spartak Moscou           | Premier Liga       |
| Mehdi Zeffane        | Algérie France                          | Arrière droit     | Transfert libre                  | Sans club                | Sans club          |
| Yadaly Diaby         | Guinée France                           | Ailier gauche     | Premier contrat professionnel    | Clermont Foot 63 B       | National 3         |
| Oliver Kamdem        | France Cameroun                         | Arrière droit     | Premier contrat professionnel    | Clermont Foot 63 B       | National 3         |
| Yuliwes Bellache     | Algérie France                          | Milieu central    | Premier contrat professionnel    | Clermont Foot 63 B       | National 3         |
| Muhammed Cham        | Autriche                                | Milieu offensif   | Retour de prêt                   | A. Lustenau              | Bundesliga         |
| Till Cissokho        | France Sénégal                          | Défenseur central | Retour de prêt                   | Quevilly Rouen           | Ligue 2            |
| Brandon Baiye        | Belgique                                | Milieu défensif   | Retour de prêt                   | A. Lustenau              | Bundesliga         |
| Julien Boyer         | France                                  | Arrière gauche    | Retour de prêt                   | SC Bastia                | Ligue 2            |
| Sofyan Chader        | France Algérie                          | Ailier gauche     | Retour de prêt                   | Stade-Lausanne           | Challenge League   |
| Baïla Diallo         | Sénégal France                          | Arrière gauche    | Retour de prêt                   | US Orléans               | National           |
| Bryan Teixeira       | Cap-Vert France                         | Avant-centre      | Retour de prêt                   | A. Lustenau              | Bundesliga         |
| Départs              |                                         |                   |                                  |                          |                    |
| Mohamed Bayo         | Guinée France                           | Avant-centre      | Transfert (14 millions d'euros)  | LOSC Lille               | Ligue 1            |
| Salis Abdul Samed    | Ghana                                   | Milieu défensif   | Transfert (5 millions d'euros)   | RC Lens                  | Ligue 1            |
| Cédric Hountondji    | Bénin France                            | Défenseur central | Transfert (2 millions d'euros)   | Angers SCO               | Ligue 1            |
| Sofyan Chader        | France Algérie                          | Ailier gauche     | Transfert (400 000 euros)        | FC Lucerne               | Super League       |
| Akim Zedadka         | Algérie France                          | Arrière droit     | Transfert libre                  | LOSC Lille               | Ligue 1            |
| Vital Nsimba         | République démocratique du Congo Angola | Arrière gauche    | Transfert libre                  | FC Girondins de Bordeaux | Ligue 2            |
| Jason Berthomier     | France                                  | Milieu offensif   | Transfert libre                  | Valenciennes FC          | Ligue 2            |
| Uri Busquets         | Espagne                                 | Milieu défensif   | Transfert libre                  | Arouca                   | Liga Portugal      |
| Jean-Claude Billong  | Cameroun France                         | Défenseur central | Transfert libre                  | CFR Cluj                 | SuperLiga          |
| Till Cissokho        | France Sénégal                          | Défenseur central | Transfert libre                  | Quevilly Rouen           | Ligue 2            |
| Bryan Teixeira       | Cap-Vert France                         | Avant-centre      | Transfert libre                  | A. Lustenau              | Bundesliga         |
| Arthur Desmas        | France                                  | Gardien de but    | ?                                | Le Havre AC              | Ligue 2            |
| Yadaly Diaby         | Guinée France                           | Ailier gauche     | Prêt                             | A. Lustenau              | Bundesliga         |
| Fred Gnalega         | Côte d'Ivoire                           | Milieu central    | Prêt                             | FC Chamalières           | National 2         |
| Yuliwes Bellache     | Algérie France                          | Milieu central    | Prêt                             | A. Lustenau              | Bundesliga         |
| Julien Boyer         | France                                  | Arrière gauche    | Fin de contrat                   | Sans club                | Sans club          |
| Josué Albert         | Guyane France                           | Défenseur central | Fin de contrat                   | Sans club                | Sans club          |
| Lucas Da Cunha       | France Portugal                         | Ailier droit      | Fin du prêt                      | OGC Nice                 | Ligue 1            |
| Pierre-Yves Hamel    | France                                  | Avant-centre      | Fin du prêt                      | FC Lorient               | Ligue 1            |

### Transferts hivernaux
| Nom                 | Nationalité          | Poste             | Transfert                     | Provenance/Destination | Division           |
| ------------------- | -------------------- | ----------------- | ----------------------------- | ---------------------- | ------------------ |
| Arrivée             |                      |                   |                               |                        |                    |
| Adama Diakité       | France Guinée        | Ailier gauche     | Transfert                     | Trélissac FC           | National 2         |
| Aïman Maurer        | Maroc France         | Milieu offensif   | Premier contrat professionnel | Clermont Foot 63 B     | National 3         |
| Cheick Oumar Konaté | Guinée               | Défenseur central | Premier contrat professionnel | Clermont Foot 63 B     | National 3         |
| Départs             |                      |                   |                               |                        |                    |
| Arial Mendy         | Sénégal              | Arrière gauche    | Transfert libre               | Grenoble Foot 38       | Ligue 2            |
| Jodel Dossou        | Bénin                | Ailier droit      | Transfert                     | FC Sochaux-Montbéliard | Ligue 2            |
| Brandon Baiye       | Belgique             | Milieu défensif   | Transfert                     | KAS Eupren             | Jupiler Pro League |
| Charly Keita        | France Côte d'Ivoire | Avant-centre      | Prêt                          | FC Biel-Bienne         | Promotion League   |
| Adama Diakité       | France Guinée        | Ailier gauche     | Prêt                          | FC Biel-Bienne         | Promotion League   |

## Compétitions

### Championnat
La Ligue 1 2022-2023 est la quatre-vingt cinquième édition du championnat de France de football et la dix-neuvième sous l'appellation « Ligue 1 ». La division oppose vingt clubs en une série de trente-huit rencontres. Clermont participe à cette compétition pour la deuxième saison de son histoire.

#### Classement
| Rang | Équipe             | Pts | J  | G  | N  | P  | Bp | Bc | Diff |
| ---- | ------------------ | --- | -- | -- | -- | -- | -- | -- | ---- |
| 6    | AS Monaco          | 65  | 38 | 19 | 8  | 11 | 70 | 58 | +12  |
| 7    | Olympique lyonnais | 62  | 38 | 18 | 8  | 12 | 65 | 47 | +18  |
| 8    | Clermont Foot 63   | 59  | 38 | 17 | 8  | 13 | 45 | 49 | −4   |
| 9    | OGC Nice           | 58  | 38 | 15 | 13 | 10 | 48 | 37 | +11  |
| 10   | FC Lorient         | 55  | 38 | 15 | 10 | 13 | 52 | 53 | −1   |

### Coupe de France
Le Clermont Foot 63 joue son 32ème de final contre le FCP Strasbourg Koenigshoffen au stade Emile-Stahl à Strasbourg.

Le club strasbourgeois parvient à maintenir le match nul dans le temps réglementaire et le CF63 s'incline 4-3 aux tirs au but.

## Joueurs et encadrement technique

### Effectif professionnel
Le tableau ci-dessous recense l'effectif professionnel du Clermont Foot 63 pour la saison 2022-2023.

### Joueurs prêtés
| P. | Nat. | Nom | Club en prêt | Compétition | Championnat | Championnat | Championnat    | Championnat | Championnat  | Coupes nationales | Coupes nationales | Coupes nationales | Coupes nationales | Coupes nationales | Total | Total       | Total          | Total  | Total        |
| P. | Nat. | Nom | Club en prêt | Compétition | MJ          | But inscrit | Passe décisive | Averti      | Carton rouge | MJ                | But inscrit       | Passe décisive    | Averti            | Carton rouge      | MJ    | But inscrit | Passe décisive | Averti | Carton rouge |
| -- | ---- | --- | ------------ | ----------- | ----------- | ----------- | -------------- | ----------- | ------------ | ----------------- | ----------------- | ----------------- | ----------------- | ----------------- | ----- | ----------- | -------------- | ------ | ------------ |